# Битва при Эфесе (1147)
Битва при Эфе́се — сражение между армией крестоносцев во главе с королём Людовиком VII и войсками сельджуков Конийского султаната в 1147 году. Французская армия успешно отразила атаку сельджуков из засады в непосредственной близости от города Эфес.

## Предыстория
Король Людовик VII возглавлял французскую крестоносную армию на пути из Европы через Малую Азию в Иерусалим. Он решил пройти вдоль побережья Малую Азию, поскольку поражение императора Конрада III и его армии в битве при Дорилее дало понять, что движение через внутренние районы Анатолии слишком опасно. В начале декабря 1147 года французская армия остановилась отдохнуть близ древнего города Эфеса, прежде чем продолжить путь через долину реки Меандр и выйти к порту Адалия. По прибытии в Эфес Людовик VII был предупрежден гонцами Византийской империи, что окрестности города были заняты турками-сельджуками и что разумнее было бы оставить армию в цитадели, особенно учитывая, что крестоносцы не могли рассчитывать на помощь местного греческого населения. Людовик VII отказался принять этот совет и вывел свои войска из Эфеса в конце месяца.

## Битва
Сельджуки устроили засаду в долине за пределами Эфеса. Информации о битве недостаточно, но по данным её участника Одона Дейльского, мужество крестоносцев помешало туркам достичь успеха.

## Последствия
Битва при Эфесе, очевидно, была не слишком значительным сражением Второго крестового похода. Вильгельм Тирский описывает, как армия крестоносцев отдыхала в Эфесе, но даже не упоминает о каком-либо сражении с сельджуками. Турки продолжали атаковать и смогли нанести сокрушительное поражение армии крестоносцев на горе Кадмус в январе 1148 года.